# یوسف در اسلام
یوسف در اسلام (به عربی: يوسف ٱبن يعقوب ٱبن إسحاق ٱبن إبراهيم) از پیامبران خدا است و در قرآن به او اشاره شده است. این فرد در اسلام با شخصیت یوسف که در کتاب مقدس عبری و مسیحی آمده و گفته شده بود پیش از پادشاهی نوین مصر در این سرزمین می‌زیسته، تطابق دارد.